# Тингли, Фрея
Фрея Тингли (англ. Freya Tingley; род. 26 марта 1994, Перт, Западная Австралия, Австралия) — австралийская актриса кино и телевидения. Наиболее известная благодаря роли Венди Дарлинг в сериале «Однажды в сказке» (ABC), а также в роли Кристины Венделл — героиня сериала «Хемлок Гроув» от Netflix.

## Биография
Фрея Тингли родилась 26 марта 1994 года в столице штата Перт, Западная Австралия, в семье Коппелии и Криса Тингли, а выросла в пригороде Маунт-Клермонт. У неё есть одна сестра Элла. Фрея — бывшая студентка методистского женского колледжа Перта. В 2008 учебном году она была частью хоровой группы Методистской женской школы и отправилась в Париж, Грац, Вену, а также Монтре, чтобы принять участие в международных хоровых Олимпийских играх. Её хоровая группа получила серебряную медаль за духовную музыку и Золотую за лучший детский хор.
Фрейя мечтала стать моделью и однажды имела дело с мошенническим агентом по моделированию, который представил её на актёрский семинар. Работая вместе с инструктором по актёрскому мастерству Али Робертс, Фрейя так полюбила его, что решила стать актёром. Её первой профессиональной ролью была роль молодой Джоан в пьесе Кэрил Черчилль «Далеко» для театральной труппы «Чёрный лебедь» в 2008 году. С тех пор она была занята на съёмках в серии фильмов, включая короткометражный фильм Bootleg, исполнила певческую роль в короткометражном фильме Light as A Feather режиссёра Дэмиена Спиччиа, X: Night of Vengence режиссёра Джона Хьюитта, три озвучки для постановки Bully for You и телевизионный мини-сериал Cloudstreet, основанный на отмеченном наградами романе Тима Уинтона.
Прорыв Фреи в актёрский бизнес произошёл в 2010 году после того, как её заметил разведчик талантов Джейсон Синер, который рекомендовал её менеджеру Кену Джейкобсону в Лос-Анджелесе. Джейкобсон уже двадцать семь лет ведет неизвестных актёров к успеху в теле-и киноиндустрии, и у него очень маленький список избранных клиентов. Фрейя прилетела в Лос-Анджелес, чтобы встретиться с ним, и он был так впечатлен, что она подписала контракт на месте. Затем он договорился о встрече с несколькими ведущими агентами Лос-Анджелеса. В конце концов она подписала контракт с Агентством Герша.
После окончания методистского женского колледжа в шестнадцать лет она поступила в школы изолированного и дистанционного образования, чтобы закончить 12-й год обучения в Лидервилле, чтобы облегчить себе поездки в Сидней, Мельбурн и Лос-Анджелес для съемок, проектов. Фрея и её мать переехали в Лос-Анджелес в августе 2011 года, чтобы она могла прослушиваться на роли, а также не отставать от школы на ходу. Она сдавала экзамены по английскому языку, математике, биологии человека и искусству, чтобы получить сертификат об образовании в Западной Австралии.
Первая профессиональная роль Фреи Кэрил Черчилль была в «Молодая Джоан» для Black Swan Theatre Company в 2008 году. С тех пор она появилась в ряде фильмов. Она появилась[стиль] в телевизионном мини-сериале «Улица облаков» по роману Тим Уинтон.
В 2011 году она сыграла роль глухой девушки в короткометражном фильме «Beneath the Waves» режиссёра Рене Мари. Эта роль требовала от Фреи изучать[стиль] язык жестов.
В 2012 году получила роль Кристины Вендалл в телесериале «Хемлок Гроув». В 2013 появилась в телесериале «Однажды в сказке» в роли Венди, 13-летней девочки (отсылка к Венди Дарлинг, из одноимённой пьесы писателя Джеймса М. Барри «Питер Пэн и Венди»). В 2014 получила главную роль в телевизионном фильме «The Choking Game» («Удушающая игра»). Также снялась в фильме «Парни из Джерси» в роли Франсин Вэлли, режиссёром которого был Клинт Иствуд.
В 2016 году снялась в телесериале «Одичалый» и в фильме «No Way to Live» — «Никакой жизни» в роли Норы Томпсон.
В 2017 году вышел фильм «The Wrong Nanny», с перевода на английский «Плохая няня», где Фрея исполнила роль Блэйк — главную роль.
Фильм «Соната» с участием Тингли в роли молодой скрипачки — Роуз Фишер, появился на больших экранах в 2018 году и был представлен ещё в нескольких восточных странах в 2020. В фильме так же снимались Рутгер Хауэр и Симон Абкарян. Режиссёр: Эндрю Десмонд.
Для того, чтобы вжиться в роль скрипачки, Фрея два месяца обучалась игре на скрипке.
Приключенческий аниме сериал «DOTA: кровь дракона» от Netflix пополнил фильмографию актрисы, а также дал ей возможность иметь статус актрисы озвучивания. Свой голос Фрея подарила персонажу Фимрин — эльфийка, благословлённая забытой силой.
Сериал вышел 25 марта 2021 года.

## Факты
• Выучила язык жестов для своей роли глухой девушки в короткометражном фильме «Beneath the Waves».
• Была в первой десятке на прослушиваниях на главную роль Китнисс Эвердин в научно-фантастическом фильме «Голодные игры», но не попала в финальный раунд.
•После объявления о том, что седьмой сезон станет заключительным сезоном сериала " Once upon a time ", она написала следующее в Твиттере:
«Ух ты! Конец эпохи! Спасибо поклонникам @OnceABC за то, что они такие яростно преданные!!! Для меня было честью быть вашей Венди Дарлинг! И спасибо @ABCNetwork за создание такого хита!! #Oncers»

## Фильмография
| Год  |     | Русское название             | Оригинальное название          | Роль             |
| ---- | --- | ---------------------------- | ------------------------------ | ---------------- |
| 2009 | кор | Бутлег                       | Bootleg                        | Сара             |
| 2010 | кор | Лёгкий как перышко           | Light as a Feather             | Софи             |
| 2011 | ф   | Икс                          | X                              | Синди            |
| 2011 | кор | Под волнами                  | Beneath the Waves              | Элеонор          |
| 2011 | с   | Улица облаков                | Cloudstreet                    | Hat Lamb         |
| 2012 | кор | Палки в колеса               | Sticks and Stones              | Зои              |
| 2012 | кор | 3AM                          | 3AM                            | Mya Bates        |
| 2013 | с   | Хемлок Гроув                 | Hemlock Grove                  | Кристина Вендалл |
| 2013 | с   | Однажды в сказке             | Once Upon a Time               | Венди Дарлинг    |
| 2014 | с   | Р. Л. Стайн: Время призраков | R.L. Stine's The Haunting Hour | Карен            |
| 2014 | ф   | Зной                         | Swelter                        | Лондон           |
| 2014 | ф   | Парни из Джерси              | Jersey Boys                    | Фрэнсин Вэлли    |
| 2014 | тф  | Удушающая игра               | The Choking Game               | Тэрин            |
| 2016 | ф   | Никакой жизни                | No Way To Live                 | Нора Томпсон     |
| 2016 | кор | Бестелесный                  | The Disembodied                | Дженнифер        |
| 2016 | с   | Одичалый                     | The Wilding                    | Габи Риддингс    |
| 2017 | ф   | Плохая няня                  | The Wrong Nanny                | Блейк            |
| 2017 | ф   | На грани безумия             | Spinning Man                   | Мэри             |
| 2018 | ф   | Соната                       | The Sonata                     | Роуз             |
| 2021 | мф  | DOTA: Кровь дракона          | Dota: Dragon's Blood           | Фимрин           |
| 2021 | ф   | Плохие детективы             | Bad detectives                 | Нил О'Коннелл    |